# Banque centrale des Comores
Pour les articles homonymes, voir BCC.
La Banque centrale des Comores (BCC) est la banque centrale de l'union des Comores.

## Historique
- La Banque de Madagascar et des Comores stoppe le service de l'émission monétaire au 21 décembre 1973
- L'Institut d’émission des Comores entre en fonction le 1er décembre 1974
- février 1980, la Banque centrale est créée
- 1er juillet 1981 : la Banque centrale des Comores succède à l’Institut d’émission des Comores.

## Fonctionnement
Le poste de directeur-adjoint de la BCC est occupé par un représentant de la BCC, qui est responsable de la politique monétaire. Depuis le 19 novembre 1999, tous les taux d'intérêt de la banque sont indexés sur l'indice GOUDES OverNight Index Average, ce qui stabilise le différentiel de taux d'intérêt avec le dollar.
La BCC a un système de réserves obligatoires (35 %) et suit de près la situation du secteur financier comorien.

## Système bancaire
Le système bancaire comorien est constitué de quatre banques : la Banque centrale (BCC), la Banque pour l’Industrie et pour le Commerces (BIC-C) , l'Eximbank (EB), la Banque fédérale de commerce (BFC) et la Banque de Développement des Comores (BDC). Les autres acteurs du système financier comorien sont une  (CNE-CCP), deux réseaux mutualistes (MECK et SANDUK), deux sociétés d’assurance (Assurance Générale des Comores et Al Amana), et la Société Nationale des Postes et des Services Financiers (SNPSF).

## Liste de gouverneurs
| Rang | Nom                    | Mandat | Mandat |
| ---- | ---------------------- | ------ | ------ |
| 1er  | Said Mohamed Mshangama | 1978   | 1981   |
| 2e   | Mohamed Halifa         | 1981   | 1996   |
| 3e   | Said Ahmed Said Ali    | 1996   | 2002   |
| 4e   | Ibrahim Ben Ali        | 2002   | 2005   |
| 5e   | Ahamadi Abdoulbastoi   | 2005   | 2010   |
| 6e   | Abdou Mohamed Chanfiou | 2011   | 2017   |
| 7e   | Younoussa Imani        | 2017   |        |